# Gantrup
Gantrup ligger i Østjylland og er en lille landsby i Voerladegård Sogn, bestående af ca. 25 huse. Den er beliggende 5 kilometer nord for Østbirk i Horsens Kommune og tilhører Region Midtjylland.
Seværdigheder i omegnen: Gudenå, Vestbirk-søerne, Yding Skovhøj, Ejer Bavnehøj, Danmarks højeste ikke-menneskeskabte punkt, Møllehøj, Sukkertoppen samt Jyllands næststørste sø, Mossø.